# Isaque Elias Brito
Isaque Elias Brito (San Paolo, 22 aprile 1997) è un calciatore brasiliano, centrocampista del Guarani.

## Caratteristiche tecniche
È un centrocampista offensivo.

## Carriera
Cresciuto nel settore giovanile del Grêmio, ha esordito in prima squadra il 18 gennaio 2018 disputando l'incontro del Campionato Gaúcho pareggiato 1-1 contro il São Luiz.

## Palmarès
- Campionato Gaúcho: 2

Grêmio: 2018, 2019